# Софія Енн Карузо
Софія Енн Карузо (англ. Sophia Anne Caruso) — американська акторка та співачка, відома роллю Лідії Дітц у бродвейському мюзиклі «Бітлджус», за цю роль вона отримала Theatre World Award .

## Біографія
Карузо народилася 11 липня 2001 у Спокані, штат Вашингтон, у сім'ї Стіва Карузо, колишнього професійного гравця в гольф, і Діни Карузо, які володіли кількома магазинами одягу та ювелірних виробів. Вона наймолодша з трьох дітей сім'ї. Карузо з 7 років була залучена до місцевого Spokane Children's Theatre, перш ніж перейти до театру в Spokane Civic Theatre та Interplayers Professional Theatre. Карузо дебютувала на професійному рівні в 2011 році, коли їй було дев'ять, коли вона зіграла Гелен Келлер у виставі «Чудотворець» у Спокані Interplayers Professional Theatre.

## Кар'єра

### Театр
У 2014 році Карузо повторно зіграла свою роль Тіни Данія у фільмі «Безжалісний!» для обмеженого показу в театрі Тріада. Наступного місяця вона виконала роль Шарлотти ван Готем у «Маленькій танцівниці» у Центрі Кеннеді у Вашингтоні
У 2015 році Карузо з'явилася в небродвейській п'єсі The Nether в театрі MCC, за яку вона отримала номінацію Люсіль Лортель як найкраща актриса в п'єсі. Наступного поку Карузо зіграла роль «Дівчини» в мюзиклі Девіда Боуї «Лазар» у Нью-Йоркській театральній майстерні на Мангеттені.
У 2017 році Карузо виконала роль Лідії Дітц у майстерні мюзиклу «Бітлджус», зігравши її у пробній програмі мюзиклу в Національному театрі у Вашингтоні, а потім знялася в бродвейській постановці від березні 2019 року. За цю роль вона отримала Theatre World Award . Карузо раптово покинула шоу 19 лютого 2020 року, скориставшись контрактом, щоб продовжити роботу в кіно та на телебаченні.
| Рік         | Назва                        | Роль               | Примітки                                      |
| ----------- | ---------------------------- | ------------------ | --------------------------------------------- |
| 2013        | Потримані леви: новий мюзикл | Джейн              | Театр 5th Avenue, Сіетл                       |
| 2014        | Маленька танцівниця          | Шарлотта Ван Гетем | Центр Кеннеді, Вашингтон, округ Колумбія      |
| 2014        | Безжальний!                  | Тіна Данія         | Театр Тріада, Нью-Йорк                        |
| 2015        | Пустота                      | Ірис               | Театр MCC, Нью-Йорк                           |
| 2015 –2016  | Лазаря                       | Муза Ньютона       | Нью-Йоркська театральна майстерня             |
| 2016        | Втікачі                      | Ансамбль           | Центр Нью-Йорка                               |
| 2016        | Дрізд                        | Дівчина            | Театр Беласко, Бродвей                        |
| 2016 — 2017 | Лазаря                       | Муза Ньютона       | Театр Кінгс Крос, Лондон                      |
| 2018        | Бітлджус                     | Лідія Дітц         | Національний театр, Вашингтон, округ Колумбія |
| 2019 –2020  | Бітлджус                     | Лідія Дітц         | Театр Зимовий сад, Бродвей                    |

### Фільми
Карузо обрали на головну роль Софі у фентезійному фільмі Netflix «Школа добра і зла», адаптації серії книг Сомана Чайнані .
| Рік  | Назва                 | Роль |
| ---- | --------------------- | ---- |
| 2015 | Джек Червоних Сердець | Кокс |
| 2016 | 37 (2016 film)        | Ліза |
| 2022 | Школа добра і зла     | Софі |

## Дискографія
Дебютний сингл Карузо «Toys» вийшов 22 травня 2020 року. Продюсерами пісні були Генрі Хей, який працював з Карузо як музичний керівник Lazarus, і Нік Літтлмор з Empire of the Sun. Вона планує випустити EP . У липні 2022 року Карузо випустила ще один сингл «Snow & Ice».
Сингли:3
- «Toys» (2020)[18]
- «Goodbye» (2021)[19]
- «Snow & Ice» (2022)[20]
- «Thing Like That» (2022)